# Sindora javanica
Sindora javanica là một loài thực vật có hoa trong họ Đậu. Loài này được (Koord. & Valeton) Backer miêu tả khoa học đầu tiên.